# Complicacions del part
Una complicació del part és una dificultat o trastorn que sorgeix durant el procés del part.
L'informe Trust for America's Health assenyala que prop d'un terç dels naixements als Estats Units presenten algunes complicacions; moltes estan directament relacionades amb la salut de la mare, incloses les taxes d'obesitat creixent, diabetis tipus 2 i inactivitat física.

## Tipus
- Embòlia de líquid amniòtic.[2]
- Hemorràgia obstètrica.[3]
- Prolapse del cordó.[4]
- Distòcia.[5]
- Despreniment prematur de placenta.[6]
- Part preterme.[7]
- Cordó al voltant del coll.[8]
- Asfíxia perinatal.[9]
- Traumatisme fetal.[10]
- Ruptura uterina.[11]